# Alcantara (textilanyag)

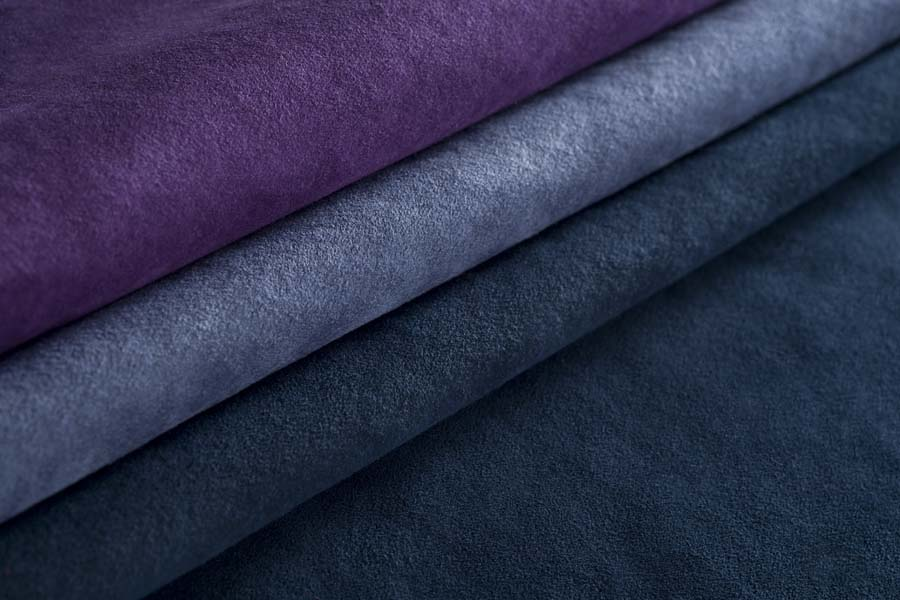
Alcantara kelmeminták

Az Alcantara egy csiszolt bőrhöz hasonló, igen kiváló használati tulajdonságokkal rendelkező textilanyag márkaneve, amelyet luxus ruházati termékek és nagy értékű bútorok, járművek kárpitozására használnak. Bár a hirdetésekben gyakran bőrnek tüntetik fel, valójában nem bőrből, hanem szintetikus szálasanyagból, textilipari eljárással készül.

## Történet
Az Alcantara® márkanéven ismert terméket 1970-ben a japán Okamoto Mijosi, a Toray vegyipari gyár mérnöke fejlesztette ki és szabadalmaztatta. A cég 1972-ben együttműködési megállapodást kötött az olasz ENI céggel és közösen hozták létre a milánói Alcantara SpA vállalatot ennek a terméknek a gyártására és forgalmazására.

## Gyártási eljárás[2][3]
Az Alcantara alapanyagát poliészter mikroszálak képezik, amelyeket bikomponens szálként, az ún. „szigetek a tengerben” eljárással  állítanak elő. Ezeket a szálképzésnél folyamatosan képződő szálakat 50 mm hosszú darabokra vágják és belőlük kártolt fátylat képeznek, amelyeket a nemszőtt kelmék gyártásánál alkalmazott módon egymásra rétegeznek és az így képződött egész szálhalmazt tűzéssel egyesítik. Az így előállított nemszőtt kelme mindkét oldalát poliuretán kenéssel látják el, hogy a szálak egymáshoz tapadjanak. Ezután a kelmét két egyforma vastagságú rétegre vágják szét. Az így keletkezett két különálló kelme vágott felületét dörzspapírral csiszolják, hogy a finom mikroszálak a felületet beborítsák – ez adja meg a kelme igen finom, puha fogását. A végtermék 60–70%-ban poliésztert és 30–40%-ban poliuretánt tartalmaz. A poliuretánnal kent felület alkotja majd a felhasználásban a kelme hátoldalát, a csiszolt felület pedig a színoldalt (azaz a használati oldalt). Minthogy az Alcantara alapanyaga poliészter, az annak megfelelő eljárásokkal tetszőleges színre színezhető, vagy színnyomással is ellátható, de dombormintázattal is készülhet. További kikészítési technikákkal a kívánt felhasználási területnek megfelelő speciális tulajdonságokkal is ellátható, például vízhatlanná vagy lángállóvá tehető.

## Felhasználás
Az alkalmazási célnak megfelelően az Alcantara kelme különböző változatokban és különböző területi sűrűséggel készül. Az Alcantara kelmét legnagyobb mennyiségben – közel 75%-ban – az autóipar használja fel a nagy értékű személygépkocsik üléseinek bevonataként és az utastér belső kárpitozására. Emellett azonban más járművekben, például jachtokon és repülőgépeken is használják hasonló célra. Felhasználja a bútoripar bútorok bevonására, és nagy értékű ruhadarabokat (női ruhákat, kabátokat stb.) is készítenek belőle. Sokrétű felhasználását nemcsak tetszetőssége, hanem a mechanikai igénybevételekkel, az időjárással és a tengeri atmoszférával szemben tanúsított ellenálló képességének, légáteresztő tulajdonságának, színtartóságának is köszönheti. Az Alcantara 30–50%-kal könnyebb, mint egy azonos vastagságú bőr és rugalmasabb, jobb légáteresztő képességű is a bőrnél, többek között ezért használják bőr helyett is. A légáteresztő képesség javítására esetenként perforációval is ellátják. Ruházati cikkek esetében hímzéssel is díszíthető.

## Az Alcantara tisztítása[5][7]
Az autókban alkalmazott belső Alcantara kárpit puha kefével, száraz kendővel vagy porszívóval tisztítható. Nagyobb szennyeződés vizes, fehér tisztítókendővel, esetleg szivaccsal távolítható el. (A fehér tisztítókendőt azért ajánlják, nehogy egy rossz színtartóságú színes kendő esetleg elszíneződést okozzon a kárpiton.) A nedves bevonatot száradás után célszerű puha kefével átsimítani.
Ha bármilyen Alcantara bevonaton – akár járműben, akár bútoron vagy ruhadarabon – nagyobb folt keletkeznék (például ráhullott ételtől), ezt lehetőleg 30 percen belül el kell távolítani, mielőtt szétterjed, vagy beszivárog a kelme belsejébe. A tisztítószert sosem szabad közvetlenül rászórni, rápermetezni a kelmére, vagy beledörzsölni, hanem egy jó nedvszívó képességű fehér törlőrongyra vagy szivacsra kell felvinni és azzal kell kezelni. Többszöri kezelés esetén a kezelések között ezt jól ki kell öblíteni.
Ha az Alcantara huzat levehető, vagy egy Alcantara ruhadarabról van szó, ez 30 °C-os vízben gépben mosható, de fehérítő szer nem alkalmazható. A dobos ruhaszárítógépben (tumblerben) történő szárítás kerülendő. Vasalása 110 °C-os vasalóval, gőzölés nélkül történhet. Száraz vegytisztítás kíméletes körülmények között végezhető.

## Egyéb, hasonló jellegű márkák
Az Alcantara alapanyaga poliészter. Hasonló terméket készítenek poliamid mikroszálakból is. Ilyen az Amara® és könnyebb, vékonyabb változatai, a Clarino®és a Napara® – mindegyik a japán Kuraray cég gyártmánya. Ezeket elsősorban ruházati cikkek gyártására használják.